# أبو شوكة
أبو شوكة أو شائك الظَّهر (الاسم العلمي: Gasterosteus) هو جنس من الأسماك يتبع فصيلة عظمية البطن من رتبة عظميات البطن. الأسم العلمي مؤلف من كلمتين إغريقيتين هما gaster وتعني بطنًا (بالإنكليزية:stomach) وosteon وتعني عظمًا (بالإنكليزية:bone).
تعد الأسماك الصغيرة ذات الشوكة (Gasterosteidae) فصيلة من فصائل الأسماك وتشتمل على أسماك أبو شوكة (sticklebacks). حيث تقوم قاعدة معلومات الأسماك (FISHBASE) حاليًا بتعريف ستة عشر نوعًا يتم تجميعها في خمسة أجناس. ومع ذلك، تشتمل العديد من الأنواع على عدد من الأنواع الفرعية المعروفة ومن المعتقد أن تصنيف هذه الفصيلة بحاجة للمراجعة. وعلى الرغم من أن بعض الهيئات تطلق تسمية شائعة على هذه الفصيلة هي «أسماك أبوشكة والخرطومية الأنبوبية» (sticklebacks and tube-snouts)، إلا أنه يتم تصنيف الخرطومية الأنبوبية في الوقت الحالي ضمن فصيلة الأورينتشديات (Aulorhynchidae) ذات الصلة بها.
وهناك سمة غير معتادة تميز أسماك أبو شوكة وتتمثل في أنها لا تشتمل على أية قشور على الرغم من أن بعض الأنواع تشتمل على طبقات عظمية واقية. وتنتمي هذه الأسماك إلى السمك الأنبوبي (pipefish) وفرس البحر (seahorse).
ويشيع وجود أسماك أبو شوكة في المحيط بيد أنه يمكن إيجادها في بعض بحيرات المياه العذبة. وقد كانت الأنواع الموجودة في المياه العذبة محصورة في بحيرات المياه العذبة الموجودة في أوروبا (Europe) وآسيا (Asia)وأمريكا الشمالية (North America) بعد مرور العصر الجليدي كما أنها نشأت لديها سمات مختلفة عن المجموعة التي توجد بالمحيط. وتتغذى هذه الأسماك على القشريات الصغيرة ويرقات السمك.
 (Astrid Andreasen)

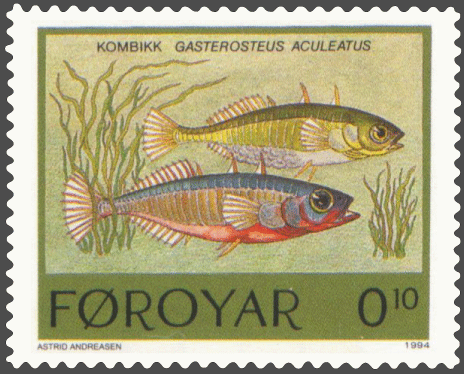
السمك في جزر فارو:
أبو شوكة (جاستيروتياس أكيوليتس (Gasterosteus aculeatus))
طابع فاروي (Faroese stamp) تم إصداره بتاريخ: 7 فبراير 1994
بريشة الفنان: آستريد آندرسون

وتتميز أسماك أبو شوكة بوجود شوكات قوية ومعزولة بوضوح في الزعنفة الظهرية (dorsal fin). ويبلغ أقصى طول لها حوالي 4 بوصات بيد أن طول عدد قليل منها يزيد على 3 بوصات، وتكون هذه الأسماك ناضجة جنسيًا عندما يبلغ طولها حوالي بوصتين وتظهر جميع الأنواع سلوكيات تزاوج مماثلة بيد أن هذا السلوك لا يكون معتادًا بين الأسماك. ويقوم الذكور ببناء العش باستخدام النباتات التي يقوم كلاهما بتثبيتها باستخدام إفرازات تفرز من الكلى. ثم يعمل الذكور على جذب الإناث إلى العش. ثم تقوم الأنثى بوضع بيضها داخل العش حيث يمكن للذكر أن يقوم بـ تخصيب هذا البيض. بعدها يتولى الذكر حراسة هذا البيض حتى يفقس.

## سمك أبو شوكة ثلاثي الشوكات (Three-spined stickleback)
تشتمل هذه الفصيلة سمك أبو شوكة ثلاثي الشوكات جاستيروتياس أكيوليتس (Gasterosteus aculeatus aculeatus) الشائع في الأجواء المناخية الشمالية المعتدلة حول العالم من بينها أوروبا ومعظم أنحاء أمريكا الشمالية واليابان وتعرف هذه الأسماك باللغة العامية في المملكة المتحدة باسم «السمك الصغير» (tiddler) أو «سبريك» (sprick). كما تعرف هذه الأسماك في جمهورية أيرلندا باسم «بينكينز» (pinkeens) وذلك نظرًا لوجود لون أحمر على حنجرة ذكور سمك أبو شوكة ثلاثية الشوكات خلال موسم التزاوج. وقد كانت دراسات نيكولاس تنبيرغن لسلوك هذه السمكة هامًا في بداية تطور علم الإيثولوجيا (ethology) كمثال على نمط الفعل الثابت. وفي الآونة الأخيرة، أصبحت هذه السمكة من الأسماك المفضلة بالنسبة لدراسة علم الوراثة الجزيئي المتعلق بالتغير التطوري في سكان البرية كما كانت بمثابة «نموذج فائق» نظرًا لجمعه بين الدراسات التطورية على المستويات الجزيئية والمتعلقة بالنمو والبيئة بالإضافة إلى مستويات الجينات الوراثية السكانية.

## الأنواع
- جنسآبلتس (Apeltes)  ماير (Mayer) - 1956.
  - أبوشوكة رباعي الفقرات (Fourspine Stickleback) وآبلتس كواد ريكس (Apeltes quadracus)((Samuel L. Mitchill) ميتشيل - 1815)
- الجنس كولاي (Culaea)
  - أبوشوكة الموجود بالأنهار الصغيرة (Brook) ومتقلبات الكولاي(Culaea inconstans) ((Jared Potter Kirtland) كيرتلاند(Kirtland) 1840)
- الجنس جاستيروتياس (Gasterosteus)
  - جاستيروتياس أكيوليتس (Gasterosteus aculeatus)
    - سمك أبو شوكة ثلاثي الشوكات وجاستيروتياس أكيوليتس (Carl Linnaeus) لينيوس - 1758
    - سمك أبو شوكة سانتا آنا (Santa Ana Stickleback) وجاستيروتياس أكيوليتس سانتانيي (Gasterosteus aculeatus santaeannae)(Charles Tate Regan) ريجان (Regan) - 1909
    - سمك أبو شوكة ثلاثي الشوكة غير المصفح (Unarmored threespine stickleback) وجاستيروتياس أكيوليتس ويليامسوني (Gasterosteus aculeatus williamsoni)(GirarCharles Frédéric Girard) جيرالد - 1854

  - جاستيروتياس سيرنوبيونتس (Gasterosteus crenobiontus) باسيسكو (Bacescu) وماير - 1956
  - جاستيروتياس جيمنورس (Gasterosteus gymnurus) (Georges Cuvier) كوفير - 1829
  - جاستيروتياس آيلانديكيوس (Gasterosteus islandicus) سوفاج (Sauvage) - 1874
  - جاستيروتياس صغيرة الرأس (Gasterosteus microcephalus) جيرالد - 1854.
  - سمك أبو شوكة ذو البقع السمراء (Blackspotted stickleback) وجاستيروتياس ويتلاندي (Gasterosteus wheatlandi)بونتام - 1867.
- الجنس بونجيتاس (Pungitius)
  - بونجيتاس بيوزي (Pungitius bussei) راباشوسكي (Warpachowski) - 1888)
  - بونجيتاس هيلينيكيوس (Pungitius hellenicus) ستيفاندس (Stephanidis) - 1971.
  - سمك أبو شوكة تساعي الشوكة أملس الذيل (Smoothtail ninespine stickleback) وبونجيتاس ليفيس ((Pungitius laevis)(كوفير - 1829).
  - سمك أبو شوكة الجنوبي تساعي الشوكة (Southern ninespine stickleback) وبوجينتاس بلاتيجاستر (Pungitius platygaster) (كسلر (Kessler) - 1859).
  - سمك أبو شوكة تساعي الشوكة وبوجينتاس بوجينتاس (لينيوس - 1758).
  - سمك أبو شوكة المصفح (Amur stickleback) وبوجينتاس سينينسيز (Pungitius sinensis) ((Alphone Guichenot) جويشينوت - 1869).
  - سمك أبو شوكة شخالين (Sakhalin stickleback) وبوجينتاس تيمينسز (Pungitius tymensis) ((Alexander Mikhailovich Nikolsky) (نيكولسكي - 1889).
- الجنس سبيناشيا (Spinachia)
  - سمك أبو شوكة البحري (Sea stickleback) وسبيناشيا سبيناشيا (لينيوس - 1758).

## شرك سمك أبو شوكة
قالب:Howto

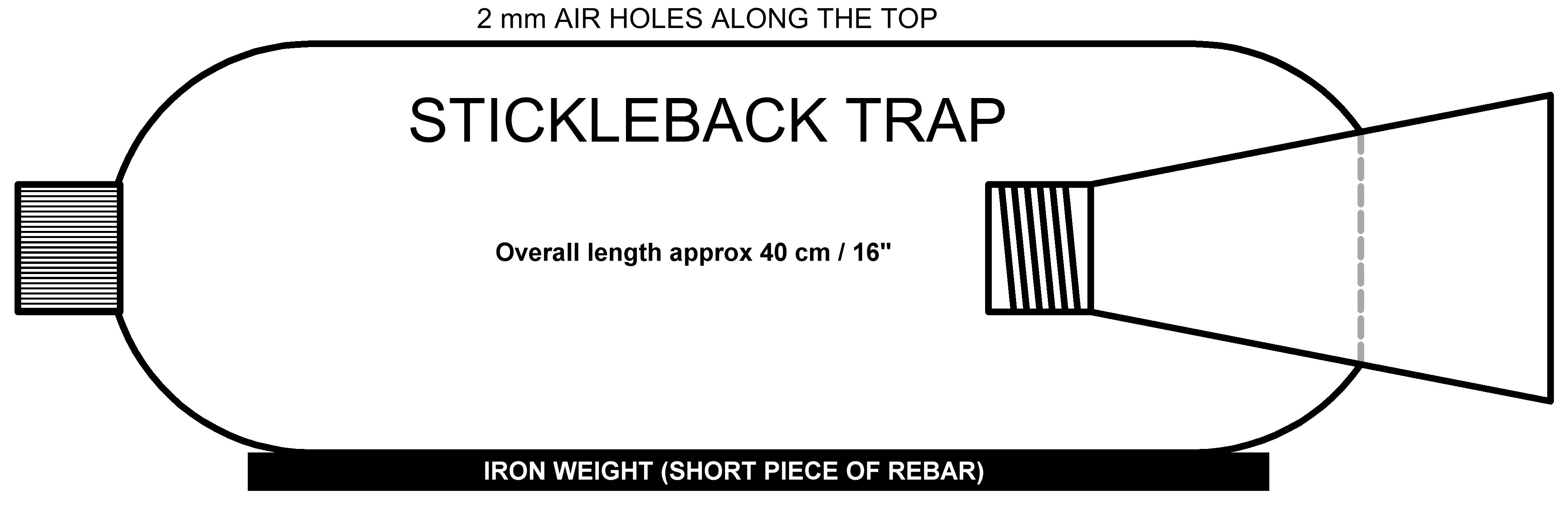
شرك بسيط لاصطياد سمكة أبو شوكة

يمكن اصطياد سمكة أبو شوكة ثلاثية الشوكات الموجودة بالمياه العذبة في أوروبا وآسيا وأمريكا الشمالية بسهولة من خلال استخدام شرك بسيط مصنوع من زجاجة بلاستيكية مصنوعة من الصودا عبوة لترين (ذات السدادة) إلى جانب زجاجة بلاستيكية مصنوعة من الصودا عبوة واحد لتر مدببة الجزء العلوي (بدون سدادة) حيث يتم لصقهما أو ربطهما سويًا كما هو موضح وموازنتها باستخدام قطعة صغيرة من المعدن (عدة بوصات من حديد التسليح تكون مثالية) ثم يتم تركها في قاع بركة أو مجرى مائي أو تعليقها بشكل أفقي في منتصف المياه باستخدام قطعتين من السلاسل لمدة ساعة أو ساعتين حيث يدخل سمك أبو شوكة من خلال المدخل الواسع (الآخذ في الضيق) ومن ثم لا يمكنه العثور على طريق للخروج. ولا توجد حاجة لاستخدام طُعم. وينبغي تحرير السمكة بعد اصطيادها.

## وصلات خارجية
- Chisholm, Hugh, ed. (1911). "stickleback" . Encyclopædia Britannica (بالإنجليزية) (11th ed.). Cambridge University Press.
- [<a href="http://www.britishpathe.com/record.php?id=14368">http://www.britishpathe.com/record.php?id=14368</a> 1930 Newsreel of Stickleback Building Nest] by British Pathé